# Avenue Franklin-D.-Roosevelt
Pour les articles homonymes, voir Avenue Franklin-Roosevelt.
Ne doit pas être confondu avec Avenue Franklin Roosevelt (Bruxelles).
L’avenue Franklin-D.-Roosevelt est une avenue du 8e arrondissement de Paris.

## Situation et accès
Orientée nord-sud, l'avenue Franklin-D.-Roosevelt commence près de la Seine au débouché du pont des Invalides, au carrefour du cours la Reine, du cours Albert-Ier et de la rue François-Ier, carrefour baptisé place du Canada, et se termine devant l’église Saint-Philippe-du-Roule sur la place Chassaigne-Goyon, où se rencontrent la rue La Boétie et la rue du Faubourg-Saint-Honoré. Son intersection avec l’avenue des Champs-Élysées, à peu près à la moitié de sa longueur, se trouve au niveau du rond-point des Champs-Élysées-Marcel-Dassault.

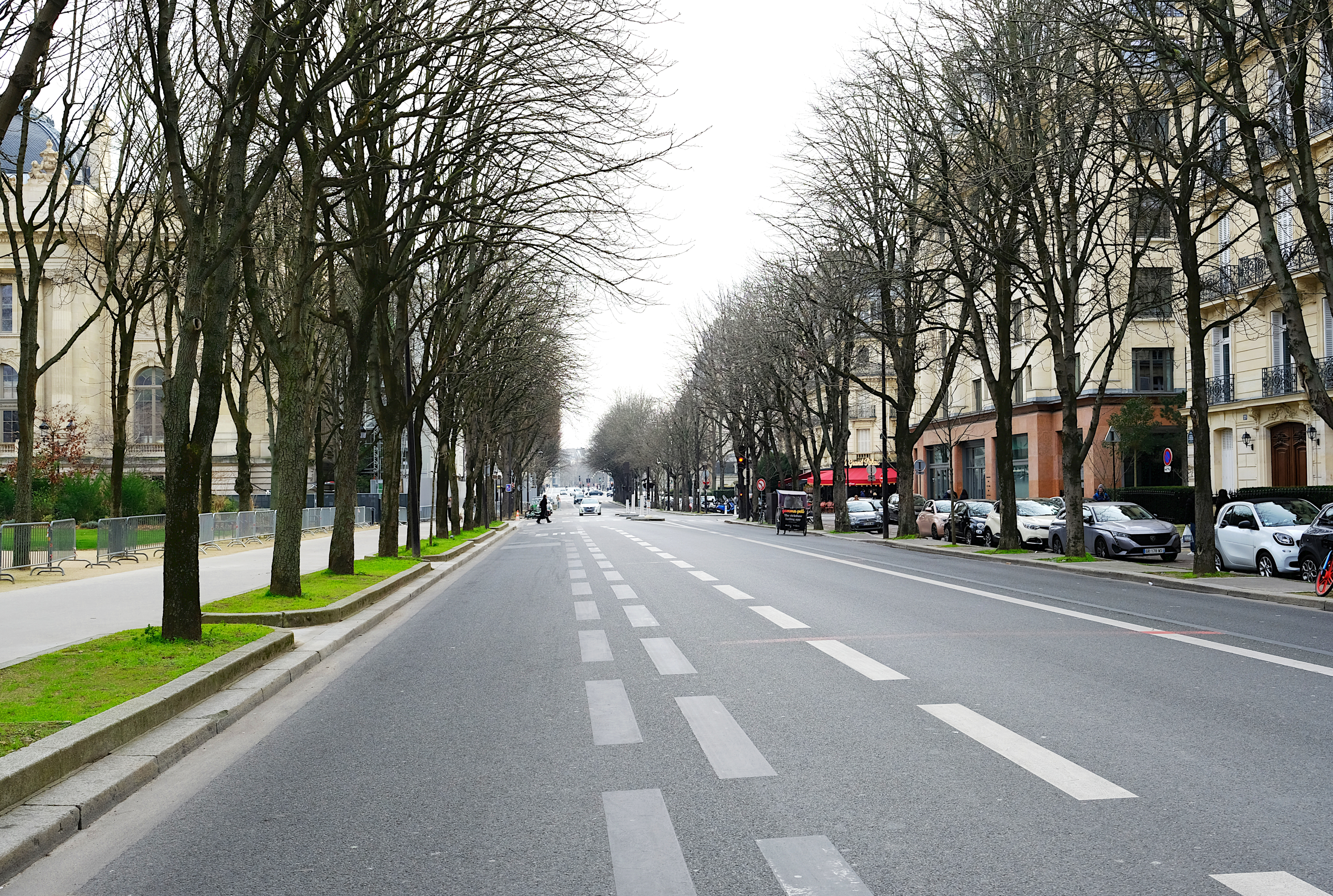
L'avenue vue en direction de la Seine.
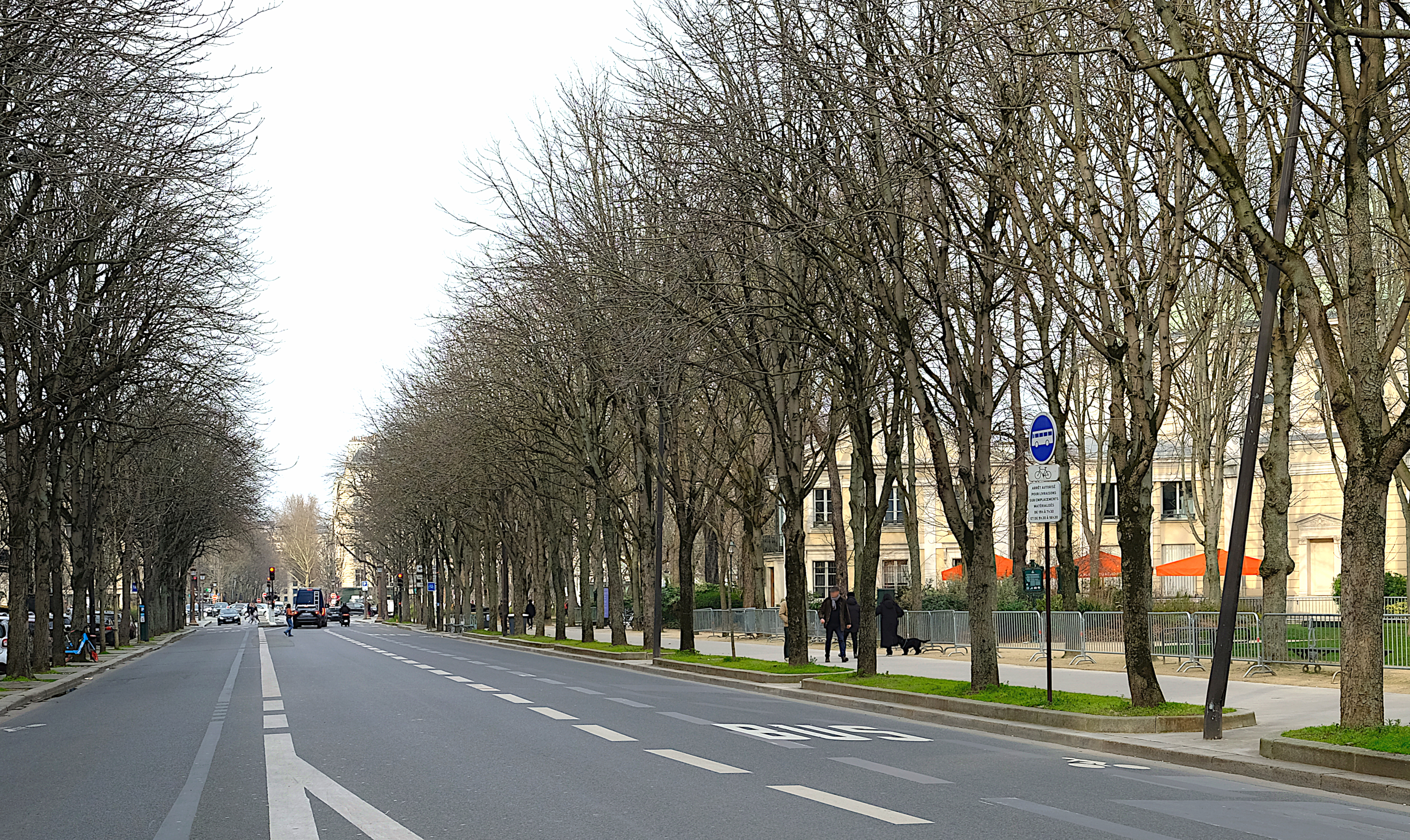
L'avenue vue en direction du rond-point des Champs-Elysées.
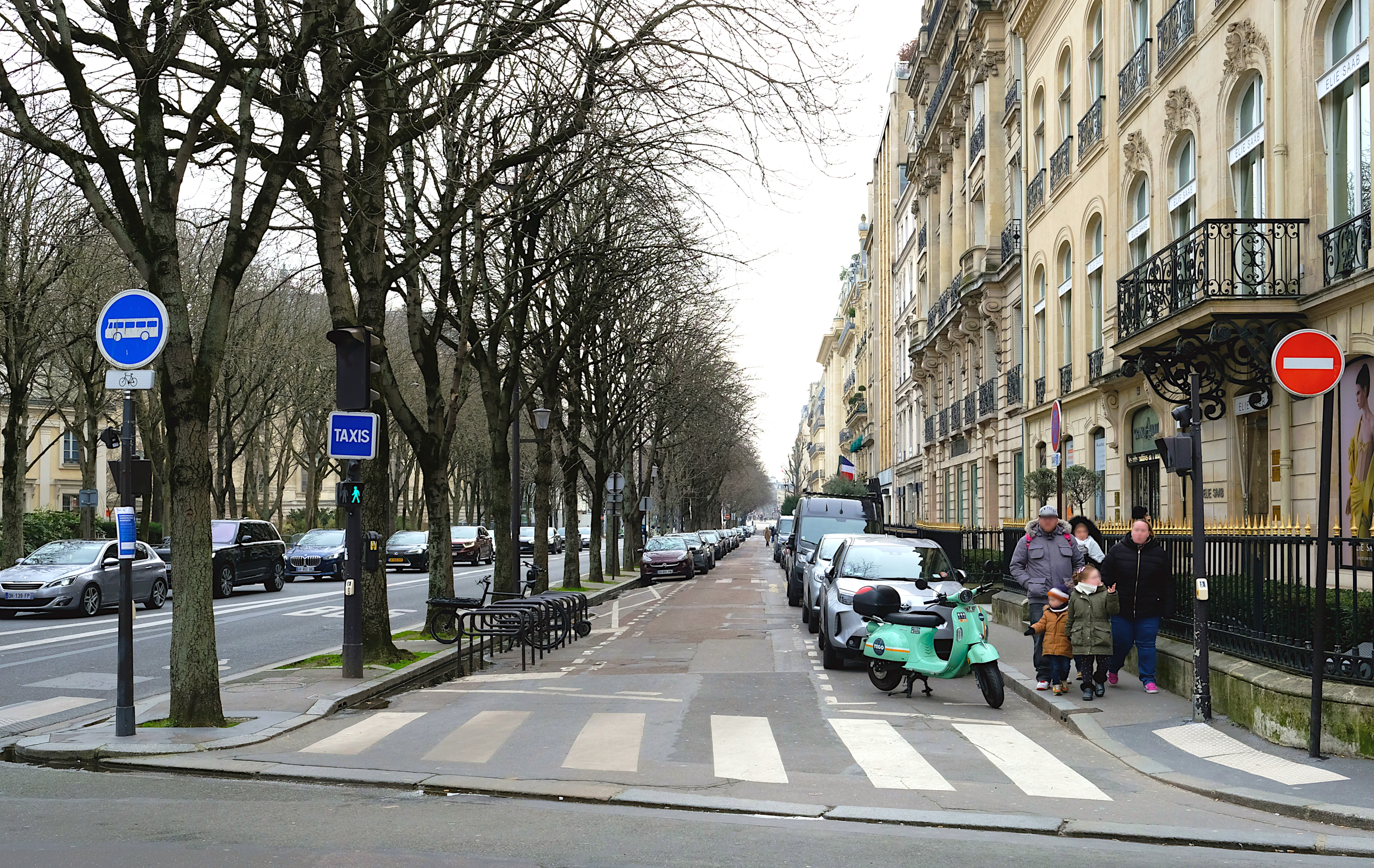
Une contre-allée de l'avenue.

Ce site est desservi par les stations de métro Franklin D. Roosevelt et Saint-Philippe du Roule.

## Origine du nom

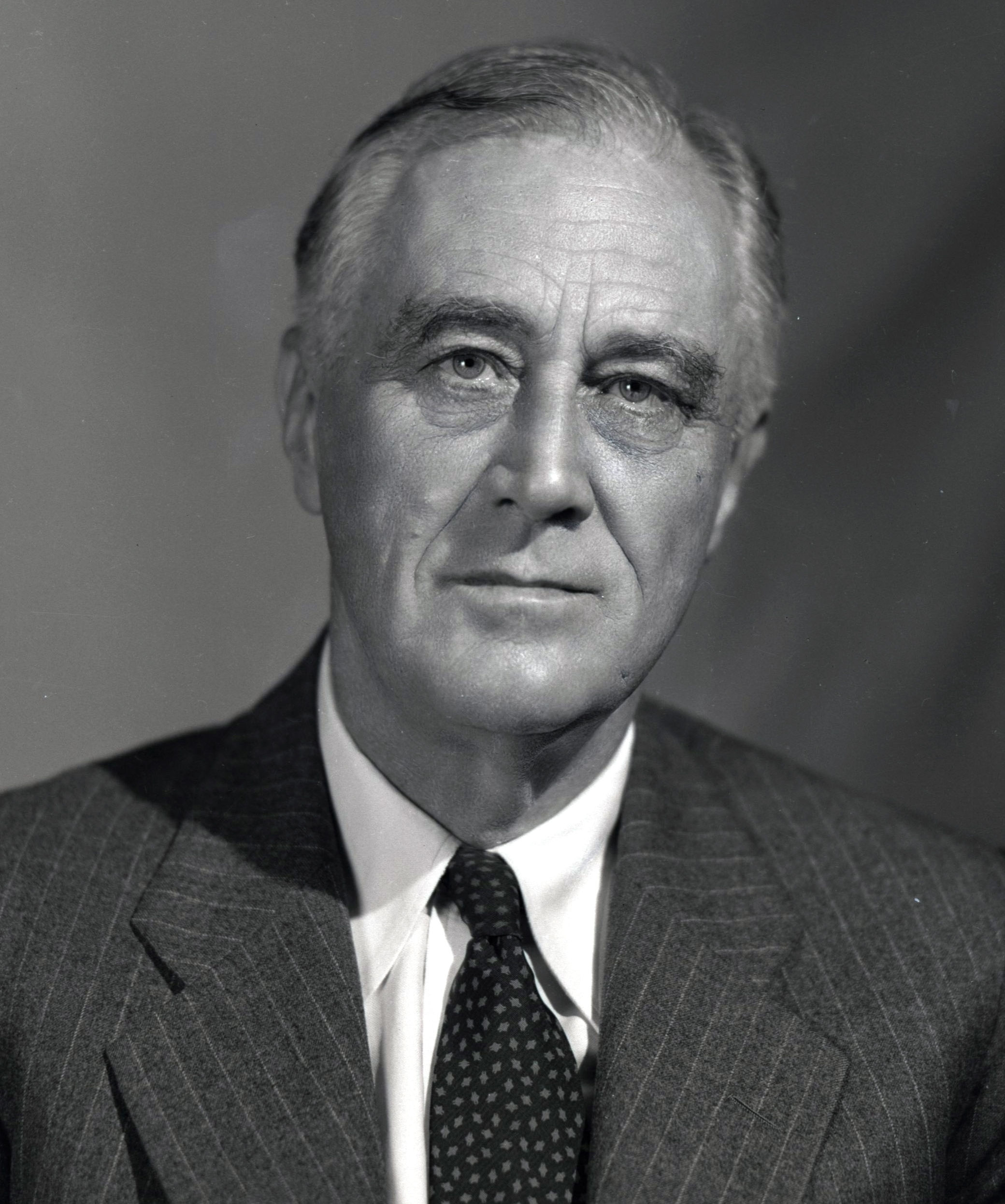
Franklin Delano Roosevelt en 1944.

Son nom actuel lui est attribué en 1945 en hommage à Franklin Delano Roosevelt, président des États-Unis, mort en avril de cette même année.

## Historique
Un simple chemin de terre est attesté en 1696 à l'emplacement de l'avenue Franklin-D.-Roosevelt. 
En 1723, il est embelli et transformé en allée par le duc d'Antin, alors surintendant des Bâtiments du Roi, en même temps que celui-ci fait aménager le Cours la Reine. L'allée est connue sous le nom d’allée du Cours en 1723, puis d’allée du Roule en 1763 et enfin d’allée d'Antin, puis d’avenue d’Antin jusqu’en 1918. 
Elle est prolongée au-delà du rond-point des Champs-Élysées jusqu'à l’église Saint-Philippe-du-Roule après 1870.
Ce fut longtemps un endroit mal famé et peu sûr. Au niveau du rond-point se trouvait le bal de Flore. Plus bas se trouvaient le bal d’Isis et le bal des Nègres, puis le jardin de Paris qui disparut en 1900 lors de la construction du Grand Palais. En 1909, le couturier Paul Poiret installe sa maison au 26, avenue d'Antin. Il entraîne avec lui nombre de maisons de mode, faisant peu à peu du quartier l'épicentre de l'élégance parisienne au détriment du quartier de la place Vendôme, haut lieu de la mode durant le demi-siècle précédent.
En 1918, l’avenue est baptisée en l’honneur de Victor-Emmanuel III. 
Après la Seconde Guerre mondiale, elle est débaptisée pour effacer cette référence à l'Italie devenue fasciste. 
En 1945 meurt Franklin Delano Roosevelt, président des États-Unis, alliés de la France libre pendant le conflit, et l'avenue reçoit alors son nom.

## Bâtiments remarquables et lieux de mémoire
- No 1 :
  - au XVIIIe siècle, à la fin du règne de Louis XV, alors que l'allée d'Antin était encore un repaire de brigands, on trouvait déjà à cet emplacement une misérable taverne de méchante réputation, bâtie sur un terrain qui appartenait à madame du Barry[6]. En 1826, sous la Restauration, elle avait cédé la place au bal d'Isis, lieu mal fréquenté, lui-même remplacé sous le Second Empire par le restaurant du Petit Moulin-Rouge, où l'on allait dîner au sortir du bal Mabille, situé dans l'actuelle avenue Montaigne. Le propriétaire de cet établissement, M. Bardoux, embaucha en 1865 comme saucier le jeune Auguste Escoffier, qui ne quitta définitivement les lieux que pour prendre la responsabilité des cuisines du Grand Hôtel de Monte-Carlo sous la direction de César Ritz[réf. nécessaire] ;
  - Auguste Nélaton (1807-1873), célèbre chirurgien, y est mort[7].

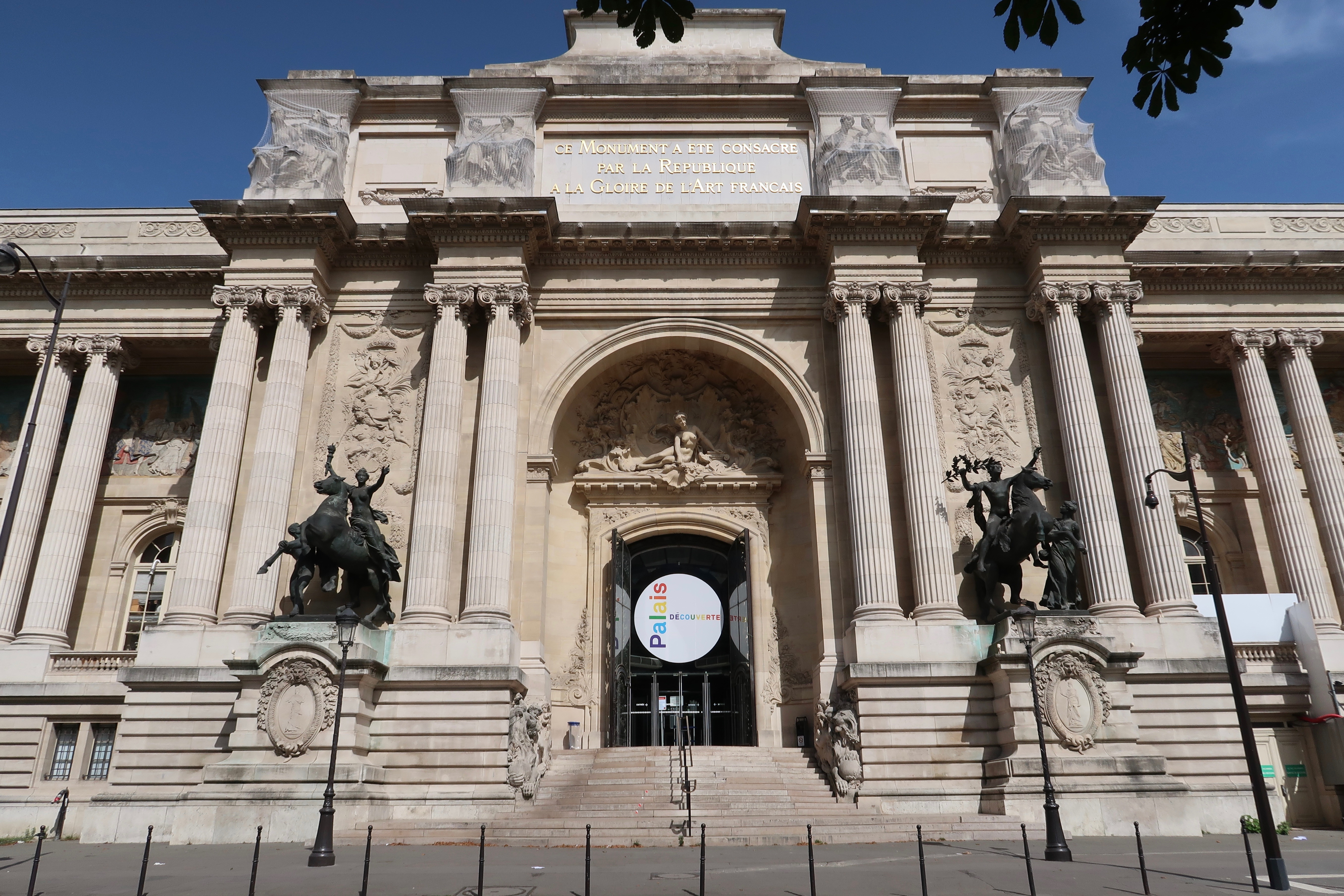
No 2 : Palais de la découverte.

- No 2 : le Palais de la découverte est sis depuis 1937 dans le palais d'Antin (ainsi nommé d'après l'ancien nom de l'avenue), qui fait partie intégrante du Grand Palais.
- No 2 bis : théâtre du Rond-Point.
- No 6 : en 1968, Christian Guignard ouvre le premier restaurant Hippopotamus de France. Quelques années plus tard en 1997, il installe au no 8 la Villa Spicy, l'un des premiers restaurants à thème de France[8].
- No 7 : Armand Nisard (1841-1925), qui fut ambassadeur de France près le Saint-Siège au moment de la séparation des Églises et de l'État en 1905, a habité dans cet immeuble, tout comme Louis Barthou (1863-1934), avocat et homme politique, qui fut notamment ministre des Affaires étrangères. « Les deux ministres avaient un égal amour des beaux livres. On sait que la bibliothèque du malheureux Barthou, tué aux côtés du roi Alexandre de Yougoslavie, renfermait des éditions rarissimes[9]. »
- No 9 : Marie Duplessis (1824-1847), modèle de La Dame aux camélias d'Alexandre Dumas fils y vécut[réf. nécessaire].

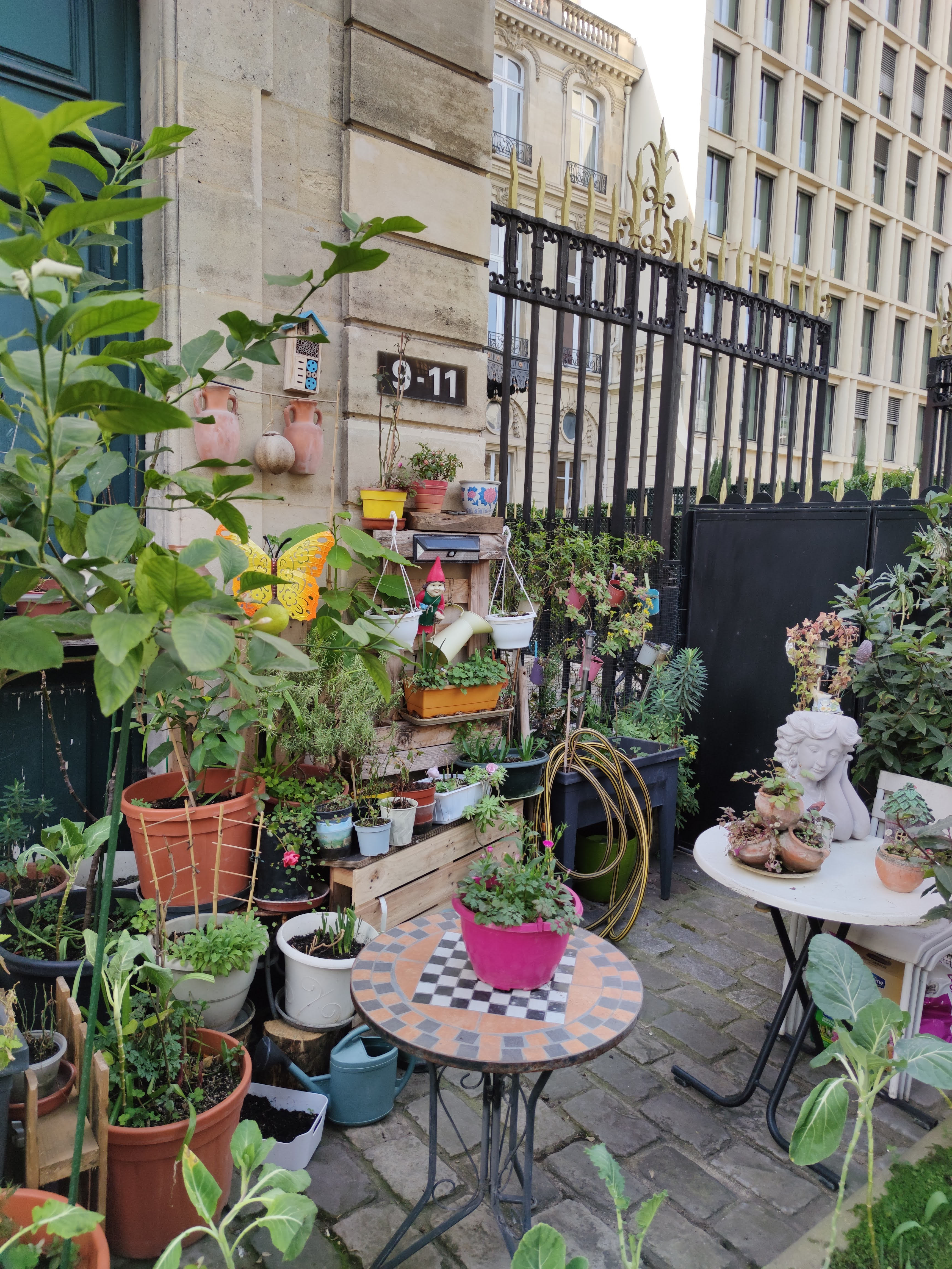
Nos 9-11 : jardinet privé.

- Nos 9-11 : hôtel Le Marois, dit aussi hôtel de Ganay. Hôtel particulier construit en 1863 pour le comte Le Marois (1802-1870), fils du général Le Marois, aide de camp de Napoléon Ier, à l'emplacement, dit-on, d'une maison habitée par la courtisane Marie Duplessis (1824-1847), modèle de La Dame aux camélias d'Alexandre Dumas fils. Député de la Manche sous la monarchie de Juillet, sénateur en 1852, le comte Le Marois est à la tête d'une grande fortune et collectionne les tableaux anciens et modernes. Il abandonne son vieil hôtel de la rue Blanche pour venir s'installer dans le quartier des Champs-Élysées. Il fait bâtir l'hôtel de l'avenue d'Antin (ancien nom de l'avenue) par l'architecte Henri Parent[10]. Le terrain sur lequel est édifié l'hôtel est d'une superficie de 1 700 m2. Selon la description du cadastre de 1863 : « Hôtel ayant entrée par deux grilles cochères et une porte simple sur l’avenue d’Antin. Il est placé entre une cour d’honneur et une arrière-cour. Composé d’un bâtiment principal avec façade de sept fenêtres. Double en profondeur, ayant aile à droite et annexes à gauche sur la deuxième cour. Élevé sur caves et terre-plein, le rez-de-chaussée, deux étages carrés disposés en magnifiques appartements, un troisième lambrissé pour logements secondaires. » La demeure, terminée en 1865, reste propriété des Le Marois jusqu’en mars 1927, date à laquelle la comtesse Jacques-André de Ganay (née Le Marois), qui y avait tenu « un salon fort élégant[11] », la vend à l’association France-Amériques, fondée en 1909 par Gabriel Hanotaux. Les bâtiments des communs cèdent la place, en 1956, à deux immeubles de bureaux. Plus récemment, le second étage de l’hôtel a été entièrement réaménagé. Les salons du rez-de-chaussée et du premier étage se louent pour des réceptions.
- No 10 : ancien hôtel du prince N. d'Obidine en 1910[réf. nécessaire], surélevé de plusieurs étages et dénaturé.
- Nos 13-15 : immeuble moderne abritant les services de l'ambassade d'Allemagne. Au no 15 ont habité la comédienne Réjane, avant qu'elle ne s'installe au no 25, et la romancière Marguerite Yourcenar, qui y vécut avec son père vers 1912[réf. nécessaire].
- No 17 : restaurant Lasserre, fondé par René Lasserre (1912-2006) en 1944 à l'emplacement d'un modeste bistro-hangar ouvert à l'occasion de l'Exposition universelle de 1937. Le restaurant est installé dans un petit hôtel particulier des années 1950 qui a conservé son décor d'origine. Le plafond mobile de la salle de restaurant est décoré de peintures de Louis Touchagues.
- No 19 : Sadi Carnot, futur président de la République française, demeura dans cet immeuble[réf. nécessaire].

Abritait la légation du Danemark dans les années 1900.
- No 22 : ancien hôtel du baron de Mackau en 1910[réf. nécessaire].
- No 24 : ancien hôtel du vicomte de Bonneval en 1910[réf. nécessaire].
- No 25 : la comédienne Réjane (1856-1920) vécut dans cet immeuble en 1900 avec Paul Porel, acteur, metteur en scène et directeur de théâtre, qui fut son amant puis son mari[réf. nécessaire]. Siège actuel de la succursale française de la Deutsche Bank.
- No 26 : le siège de la banque Scalbert-Dupont, construit en 1925, a pris la place du jardin de l'ancien hôtel du Gouverneur des pages (XVIIIe siècle, hôtel particulier aménagé en 1909 par Louis Süe pour le couturier Paul Poiret, dont l'entrée principale se trouvait au 107, rue du Faubourg-Saint-Honoré[réf. nécessaire]. L'immeuble a servi de cadre au film de Francis Girod La Banquière (1980). Il abrite aujourd'hui la Banque Transatlantique.

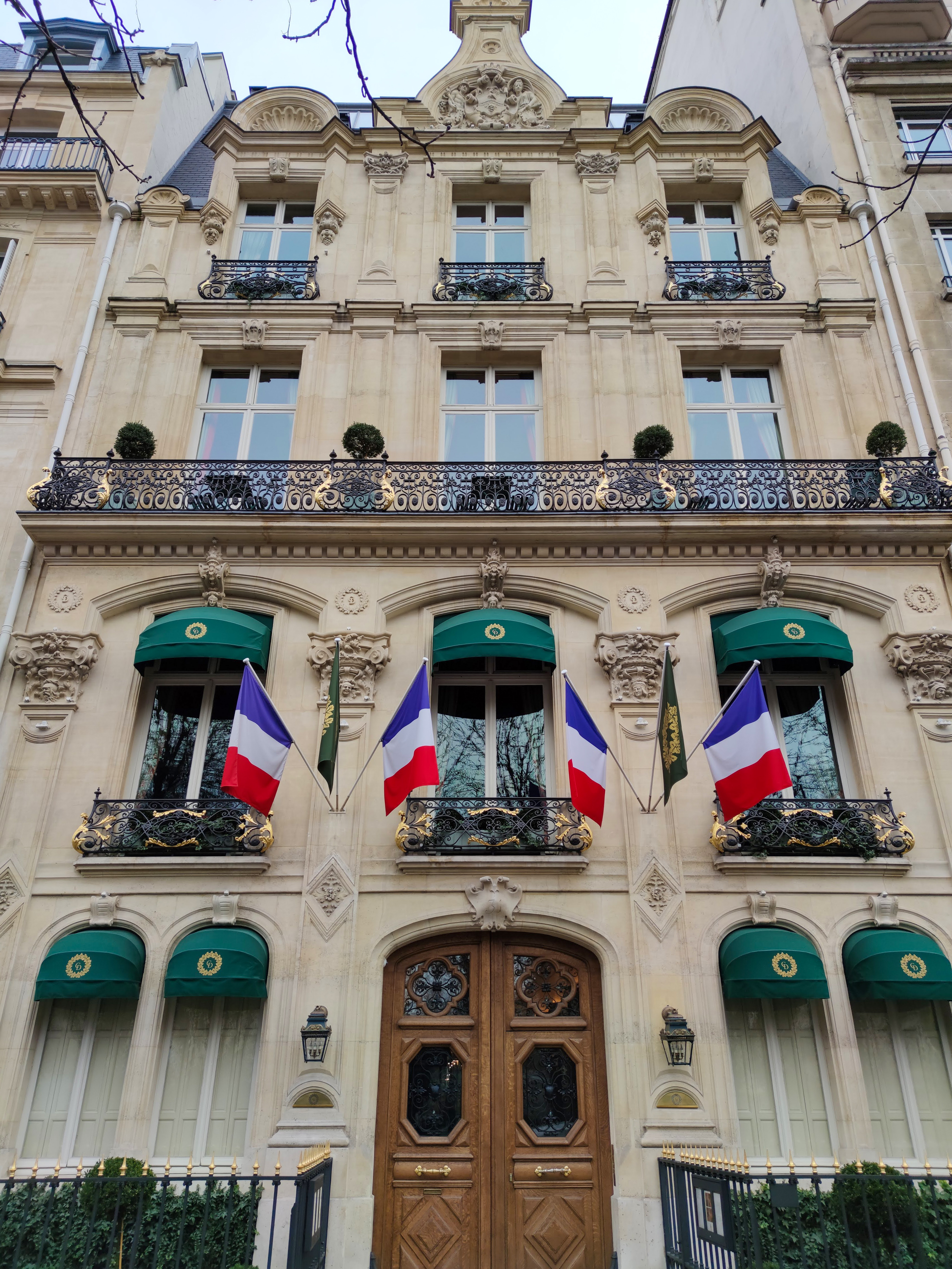
No 31.

- No 31 : hôtel de Wecker, hôtel particulier de style néo-Renaissance et néo-Louis XV[13] construit en 1884 par l'architecte Henri Parent pour le baron Louis de Wecker (1832-1906), médecin oculiste, habité ensuite par le Dr Gustave Roussy (en 1910). Le restaurant Le Clarence s’y est installé depuis 2015.
- No 37 : en 1954, le coiffeur Jacques Dessange (1925-2020) ouvre son premier salon à cette adresse[14].

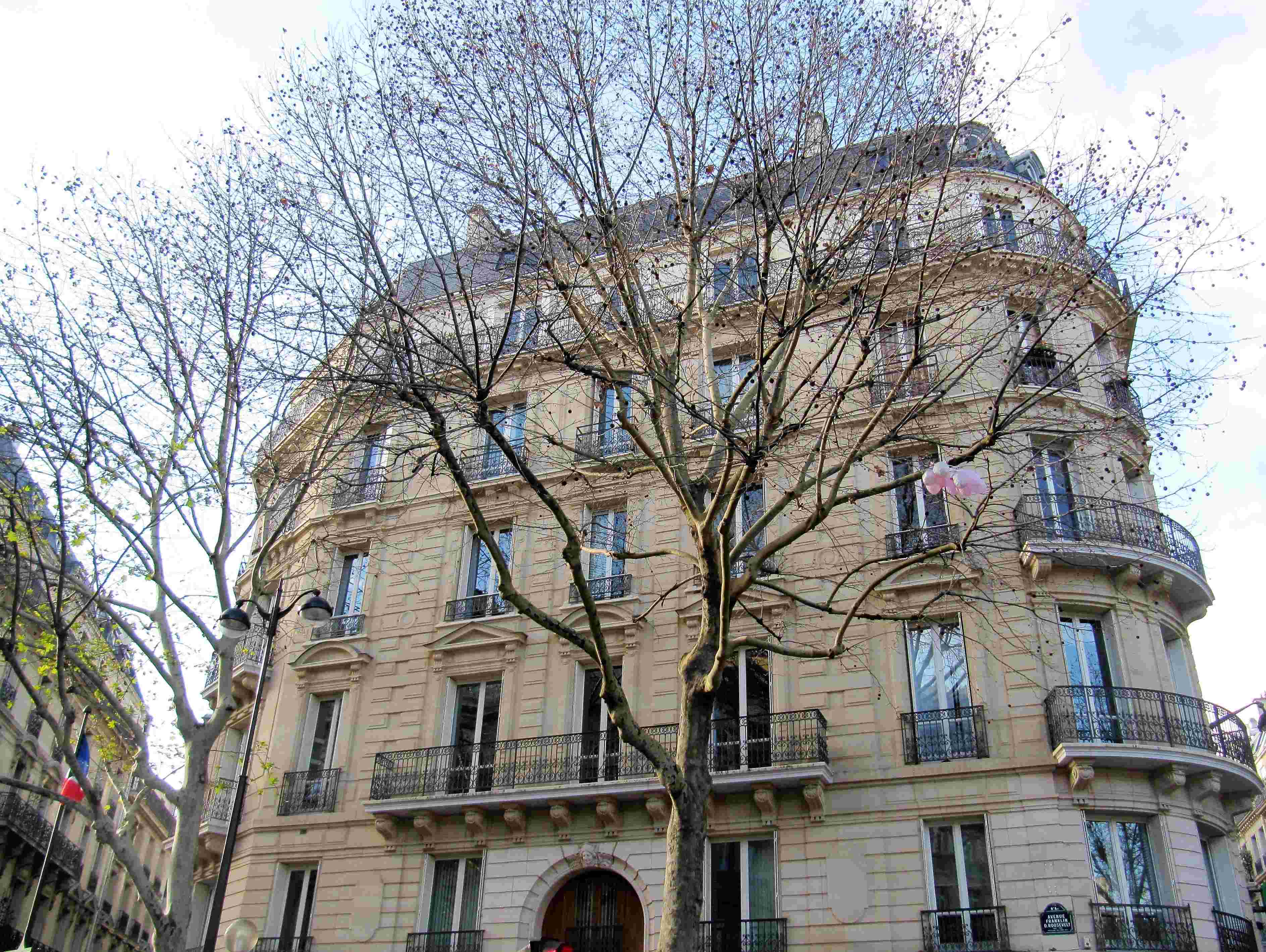
No 71 : immeuble où demeura l'écrivain Pierre Benoit.

- No 43 : voir le 1, rond-point des Champs-Élysées-Marcel-Dassault.
- Nos 49 et 49 bis (et 15, rue de Ponthieu) : immeuble d'angle à pan coupé (1881), à usage mixte (logements et commerces). La date est inscrite au centre d'un relief sur l'étroite façade tournée vers la rue de Ponthieu, entre le 2e et le 3e étage.
Au début du XXe siècle, alors que la voie porte le nom d'avenue d'Antin, le no 49 avait notamment pour locataires Thérèse Morley, chanteuse de l'Opéra que les titis parisiens surnommaient « Tétée » en raison de son opulente poitrine, et la comédienne Marguerite Brésil, qui fit carrière au théâtre du Palais-Royal et aux Variétés[réf. nécessaire].
Le photographe Nadar y est mort en 1910[réf. nécessaire].
Le no 49 — entre-temps situé, après un renommage de la voie, dans l'avenue Victor-Emmanuel-III — abrite aussi l'appartement occupé à partir de 1921 par Boni de Castellane (1867-1932). Dans ses mémoires il écrit à propos de ce logement : « […] je finis par en découvrir un assez laid, avenue Victor-Emmanuel III, dont les pièces mal distribuées contenaient une salle à manger avec bow-window s'ouvrant sur une cour borgne et étaient décorées de moulurations Napoléon III avec plafonds à pâtisseries de mauvais goût. Je le louai malgré tout cela, j'y démoli des murs, y remplaçai les cheminées, y abattis des cloisons, j’en modifiai le plan de fond en comble et fis si bien qu’il prit très vite un aspect plus sympathique. C’est là que, depuis lors, je vis un peu à l'étroit, mais du moins dans un quartier charmant[15]. » Il y meurt en 1932[16].
- No 53 : institut Rody en 1860. Salle pour conférences et auditions en 1910[7].
- No 65 : hôtel particulier de François d'Orléans (1818-1900), qui y mourut, puis de son fils Pierre d'Orléans (1845-1919)[réf. nécessaire]. Le décorateur Jules Leleu s'y installa[réf. nécessaire]. La façade porte les initiales « J. K. » ou « L. K. » surmontées d'une couronne de comte. Actuellement consulat général du Brésil à Paris.
- No 71 : le romancier Pierre Benoit (1886-1962) a passé dans cet immeuble ses dernières années parisiennes avant de se retirer à Ciboure (Pyrénées-Atlantiques)[réf. nécessaire].